# Juno and the Paycock
Juno and the Paycock is een Britse film uit 1930, geregisseerd door Alfred Hitchcock. De hoofdrollen worden vertolkt door Barry Fitzgerald, Maire O'Neill, Edward Chapman en Sara Allgood. 
De film is gebaseerd op een toneelstuk van Sean O'Casey. In de Verenigde Staten werd de film aanvankelijk uitgebracht onder de titel “The Shame of Mary Boyle“.

## Verhaal
De film speelt in Dublin ten tijde van de Ierse Burgeroorlog. Centraal staat kapitein Boyle, een aanhanger van de IRA. Hij woont in een klein appartement met zijn vrouw Juno en kinderen Mary en Johnny. Juno noemt haar echtgenoot altijd spottend "Captain Paycock" omdat hij volgens haar net zo onbruikbaar en ijdel is als een pauw. Terwijl zij hard moet werken, besteedt hij het kleine beetje geld van de familie aan drank. 
Mary heeft een baan, maar is in staking als protest tegen wat een collega is aangedaan. Johnny verliest door een gevecht met de Black and Tans een arm, waardoor hij grotendeels invalide is. Boyle schaamt zich voor zijn zoon, vooral omdat deze een mede IRA-lid heeft uitgeleverd aan de politie van de Ierse Vrijstaat.
Mary wordt het hof gemaakt door Jerry Devine, maar wijst hem af omdat ze meer ziet in Charlie Bentham. Charlie probeert indruk op haar te maken door te doen alsof Boyle een grote erfenis zal krijgen. Boyle denkt dat dit waar is en begint het geld dat hij denkt te zullen krijgen op voorhand al uit te geven aan nieuw meubilair. Wanneer hij hoort dat het verhaal van de erfenis slechts een leugen was, probeert hij dit zo lang mogelijk voor zich te houden om zijn familie het slechte nieuws niet te hoeven vertellen. De waarheid komt aan het licht wanneer alle schuldeisers van Boyle hun geld komen eisen. De gekochte spullen worden weer in beslag genomen. 
Charles besluit te vluchten uit angst voor wat Boyle hem aan zal doen. Hij laat Mary achter. Zij blijkt zwanger van hem te zijn; een schande voor haar familie. Johnny wordt vermoord wanneer de IRA ontdekt dat hij een informant is voor de Garda Síochána. Mary verliest haar geloof in God daar haar familie nu verscheurd is.

## Rolverdeling
| Acteur           | Personage         |
| ---------------- | ----------------- |
| Barry Fitzgerald | The Orator        |
| Maire O'Neill    | Maisie Madigan    |
| Edward Chapman   | Captain Boyle     |
| Sidney Morgan    | "Joxer" Daly      |
| Sara Allgood     | Mrs Boyle, "Juno" |
| John Laurie      | Johnny Boyle      |
| Dave Morris      | Jerry Devine      |
| Kathleen O'Regan | Mary Boyle        |
| John Longden     | Charles Bentham   |
| Dennis Wyndham   | The Mobiliser     |
| Fred Schwartz    | Mr Kelly          |

## Achtergrond
Hitchcock maakte van Juno and the Paycock een zo getrouw mogelijke verfilming van Sean O'Casey’s toneelstuk. Hij verwerkte bijna geen van zijn kenmerkende elementen uit zijn vorige films in Juno and the Paycock. Zo zijn veel scènes opgenomen vanuit een enkel cameraperspectief. Met toestemming van O’Casey zelf voegde Hitchcock wel een extra scène toe die zich afspeelde in een bar, omdat hij graag wat meer scènes wilde die zich zouden afspelen buiten het appartement van de familie. Tijdens hun samenwerking maakte O’Casey een sterke indruk op Hitchcock. Hij gebruikte O’Casey dan ook als basis voor het personage van “De profeet” in zijn film The Birds. 
Juno and the Paycock was de tweede geluidsfilm voor Hitchcock. Veel van de acteurs spraken met een zwaar Iers accent, wat in combinatie met de beperkte opnamemogelijkheden de film lastig te verstaan maakte voor veel mensen.
Sara Allgood speelde ook in het toneelstuk de rol van Juno. Voor Barry Fitzgerald betekende Juno and the Paycock zijn filmdebuut.
De auteursrechten op de film zijn sinds 2005 in handen van Canal+, maar in de Verenigde Staten is een versie van de film in omloop die zich in het publiek domein bevindt.